# 喬·科羅納
喬·科羅納（英語：Joe Corona；1990年7月9日—）是美國的一位足球運動員，在場上的位置是中場。他現在效力於美國職業足球大聯盟球隊侯斯頓戴拿模。他曾經墨西哥青年隊參加國際足球賽事，但他現在代表美國國家足球隊參加比賽。